# 骆仲泱
骆仲泱（1962年5月—），浙江大学教授，研究方向为燃烧理论、生物质能源、能源利用过程中的污染物生成、迁移及控制理论。浙江绍兴人，中共党员。中华人民共和国教育部第二批“长江学者”特聘教授。主持包括973计划在内的多个重点学术科研项目、担任包括中国工程热物理学会常务理事在内的多个学会理事和期刊编委、出版多本学术著作、发表数百篇论文、获得包括国家科技进步二等奖在内的多个奖项。